# Премьер-лига (снукер)
Премьер-лига (англ. Snooker Premier League); также известна по названию спонсора, добавляемого перед её именем) — профессиональный нерейтинговый (пригласительный) снукерный турнир.
Начал проводиться в 1987 году. В настоящее время Премьер-лига проходит в разных городах Британии на протяжении первой половины сезона между остальными турнирами WPBSA. Промоутером и фактическим владельцем Премьер-лиги является Барри Хирн, который в разное время был успешным менеджером известных игроков — таких, как Стив Дэвис и Ронни О'Салливан. Вплоть до 2011 года Премьер-лига была сугубо частным предприятием, пока WPBSA не включила турнир в календарь мэйн-тура.

## Формат турнира
Премьер-лига до недавнего времени была турниром для приглашённых игроков, и состав участников определялся обычно таким образом, чтобы обеспечить наилучший телерейтинг. С 2011 года формат значительно изменился: в турнире могут участвовать только его предыдущий победитель и победитель отборочного соревнования Championship League, а также восемь других игроков, показавших наилучшие результаты в предыдущем сезоне. Турнир начинается с группового этапа, и на этой стадии в каждом матче играются 6 фреймов. За каждый выигранный матч игрок получает 2 очка, за ничью — 1 очко. Двое лучших из каждой группы проходят в плей-офф (1/2 финала). Полуфиналы играются до 5 побед, финал — до 7.
Одна из других особенностей формата Премьер-лиги — это контроль времени удара. Отсчёт времени начинается с момента фиксации позиции — когда все шары остановились, а цветные установлены на свои места. В матчах групповой стадии в первых четырёх фреймах на каждый удар должно быть потрачено не более 20 секунд. Если после 4-х фреймов счёт становится равным, то последний фрейм играется по правилам Shoot Out — продолжительность партии не более 10 минут, в первые 5 контроль времени удара равен 20 секундам, затем — 15. Также изменено правило «мисса» — игроку даётся только три попытки, чтобы сделать правильный удар, в противном случае удар переходит к сопернику и он при этом может поставить биток в любую точку стола.
В Премьер-лиге, в отличие от остальных турниров мэйн-тура, имеется дополнительное денежное поощрение за высший брейк каждого игрового дня.

## История
В 1987 году первым победителем стал Стив Дэвис, и так четыре года подряд. Стив Дэвис, Стивен Хендри и Ронни О’Салливан выиграли 19 титулов из 25, полностью доминируя на данном турнире. О’Салливан является лидером с десятью титулами, причём до 2009 года он побеждал пять лет подряд. 
 Контроль времени на турнире введён с 2005 года. С тех пор, как можно видеть из таблицы результатов, Ронни О’Салливан является неоспоримым лидером. Как сказал в интервью Барри Хирн: «Лига создана для Ронни, Ронни создан для лиги».
В Премьер-лиге состоялось 5 максимальных брейков: Тони Мео (1988), Клифф Торбурн (1989), Джон Пэррот (1992), Стивен Хендри (1992 и 1998). Можно заметить, что после введения контроля времени ни одного максимума не было, однако сенчури-брейков делается предостаточно. Например, в лиге-2007 состоялось 35 сенчури-брейков, из них у Дин Цзюньхуэя — 13, у Ронни О’Салливана — 11.
С сезона 2011/12 Премьер-лига, так же как и Championship League, войдёт в календарь мэйн-тура как турнир WPBSA.

## Победители
| Год  | Победитель       | Финалист         | Счёт | Сезон   |
| ---- | ---------------- | ---------------- | ---- | ------- |
| 1987 | Стив Дэвис       | Нил Фудс         | *    | 1986/87 |
| 1988 | Стив Дэвис       | Стивен Хендри    | *    | 1987/88 |
| 1989 | Стив Дэвис       | Джон Пэррот      | *    | 1988/89 |
| 1990 | Стив Дэвис       | Стивен Хендри    | *    | 1989/90 |
| 1990 | Тони Мео         | Джимми Уайт      | *    | 1989/90 |
| 1991 | Стивен Хендри    | Стив Дэвис       | *    | 1990/91 |
| 1992 | Стивен Хендри    | Стив Дэвис       | 9:2  | 1991/92 |
| 1993 | Джимми Уайт      | Алан Макманус    | 10:7 | 1992/93 |
| 1994 | Стивен Хендри    | Джон Пэррот      | 10:7 | 1993/94 |
| 1995 | Стивен Хендри    | Кен Доэрти       | 10:2 | 1994/95 |
| 1996 | Кен Доэрти       | Стив Дэвис       | 10:5 | 1995/96 |
| 1997 | Ронни О'Салливан | Стивен Хендри    | 10:8 | 1996/97 |
| 1998 | Кен Доэрти       | Джимми Уайт      | 10:2 | 1997/98 |
| 1999 | Джон Хиггинс     | Джимми Уайт      | 9:4  | 1998/99 |
| 2000 | Стивен Хендри    | Марк Уильямс     | 9:5  | 1999/00 |
| 2001 | Ронни О'Салливан | Стивен Хендри    | 9:7  | 2000/01 |
| 2002 | Ронни О'Салливан | Джон Хиггинс     | 9:4  | 2001/02 |
| 2003 | Марко Фу         | Марк Уильямс     | 9:5  | 2002/03 |
| 2004 | Стивен Хендри    | Джон Хиггинс     | 9:6  | 2003/04 |
| 2005 | Ронни О'Салливан | Марк Уильямс     | 6:0  | 2004/05 |
| 2005 | Ронни О'Салливан | Стивен Хендри    | 6:0  | 2005/06 |
| 2006 | Ронни О'Салливан | Джимми Уайт      | 7:0  | 2006/07 |
| 2007 | Ронни О'Салливан | Джон Хиггинс     | 7:4  | 2007/08 |
| 2008 | Ронни О'Салливан | Марк Селби       | 7:2  | 2008/09 |
| 2009 | Шон Мёрфи        | Ронни О'Салливан | 7:3  | 2009/10 |
| 2010 | Ронни О'Салливан | Шон Мёрфи        | 7:1  | 2010/11 |
| 2011 | Ронни О'Салливан | Дин Цзюньхуэй    | 7:1  | 2011/12 |
| 2012 | Стюарт Бинэм     | Джадд Трамп      | 7:2  | 2012/13 |

* Плей-офф не было, победитель определялся по числу очков.